# Бобохонов, Бободжон Каримович
Бободжон Каримович Бобохонов (тадж. Бобоҷон Каримович Бобохонов; род. 12 января 1947) — таджикский государственный деятель. Генеральный прокурор Республики Таджикистан с 26 апреля 2000 по 30 января 2010 года. Действительный государственный советник юстиции. 
Был отправлен в отставку с поста Генерального прокурора в результате многолетнего конфликта с антикоррупционным агентством, называемом в СМИ Таджикистана «битвой титанов».

## Биография
Бободжон Бобохонов родился 12 января 1947 года. В 1973 году окончил юридический факультет Таджикского государственного университета и в том же году поступил на работу в прокуратуру Таджикской ССР.
В разное время работал следователем прокуратуры Вахшского района (1973–1978), прокурором следственного отдела прокуратуры Курган-Тюбинского района (1978–1979), заместителем прокурора Вахшского района (1979–1985), прокурором Пянджского района (1985–1990), старшим помощником прокурора Курган-Тюбинского района (1991–1993), прокурором Хатлонской области (1993–1996), прокурором Ленинабадской области (1996–1997) и первым заместителем Генерального прокурора (1996–2000). 26 апреля 2000 года Указом Президента Бобохонов был назначен Генеральным прокурором республики. Одновременно занимал должности председателя координационного совета правоохранительных органов Республики Таджикистан и председателя научно-методического совета Генеральной прокуратуры.

### Во главе Генеральной прокуратуры
Под руководством Бобохонова, Генеральной прокуратурой был возбужден ряд громких уголовных дел. В феврале 2004 года был экстрадирован в Таджикистан из России Якуб Салимов, бывший министр МВД, бывший посол Таджикистана в Турции и бывший руководитель Таможенного комитета, 25 апреля 2005 года он был приговорён к 15 годам заключения за измену родине, бандитизм и злоупотребление служебным положением. 6 августа 2004 года был арестован генерал-лейтенант Гаффор Мирзоев, директор Агентства по контролю за наркотиками, бывший глава президентской гвардии. Оба являлись главными сподвижниками Эмомали Рахмона во время гражданской войны. 
22 апреля 2005 года Бобохонов заявил на пресс-конференции об аресте в Душанбе Махмадрузи Искандарова, одного из лидеров таджикской оппозиции, главы 
Демократической партии Таджикистана, который ранее находился в России, но неожиданно пропал, за неделю до того момента, как было сделано это заявление. 17 июня 2009 года при попытке ареста покончил жизнь самоубийством ещё один бывший министр МВД и бывший Генеральный прокурор Махмадназар Салихов, против которого прокуратура выдвинула ряд обвинений по превышению служебных полномочий и которого считала главным обвиняемым в смерти командира ОМОНа МВД Олега Захарченко. 
16 октября 2006 года во время пресс-конференции в Душанбе Бобохонов сделал заявление о причастности работников силовых ведомств Таджикистана к незаконному обороту наркотиков. Он также заявил, что в 2006 году прокуратурой было возбуждено 83 уголовных дела по фактам коррупции выявленных в этих структурах.

### Конфликт с антикоррупционным агентством
В январе 2007 года в Таджикистане было образовано Агентство по государственному финансовому контролю и борьбе с коррупцией, главой которого был назначен Шерхон Салимзода. Одновременно ликвидировалось управление Генеральной прокуратуры с аналогичными функциями. После внесения поправок в закон «О прокуратуре», агентству было дано право возбуждения уголовных дел по подозрению в коррупции работников прокуратуры. Бобохонова сильно возмутил этот факт и он сделал публичное заявление об антиконституционном характере этих поправок. Это заявление дало начало публичному противостоянию между двумя ведомствами, названое таджикскими СМИ «холодной войной» или «битвой титанов». Аналитики в Таджикистане отмечали, что фактически Агентство по борьбе с коррупцией дублировало функции Генеральной прокуратуры, отнимало у неё часть её полномочий, и это являлось основной причиной конфликта между ними.
Пиком противостояния Генерального прокурора с силовиками стало «Дело исфаринцев», судебный процесс над 33 жителями города Исфары, обвиняемых по делу бывшего руководителя Исфаринского химкомбината Низомхона Джураева, длившийся с июля 2008 года по июнь 2009 года, к которому также было причастно Агентство по борьбе с коррупцией. Судья Нур Нуров приговорил всех 33 фигурантов дела к срокам заключения от 10 до 25 лет. Бобохонов оценил его работу сравнив его с мясником и намеревался возбудить против него уголовное дело.
В январе 2010 года Агентство по борьбе с коррупцией задержало с поличным сразу трёх работников прокуратуры. 12 января на пресс-конференции, посвященной итогам прошлого года,  Бобохонов сделал заявление о провокациях со стороны Агентства направленных против его ведомства. 26 января Агентство дало ответную пресс-конференцию где объявило доводы Генерального прокурора необоснованными. Конфликт Генерального прокурора и антикоррупционного агентства достиг своего апогея, который мог быть разрешён только увольнением одного из силовиков. 
30 января 2010 года Бободжон Бобохонов был отправлен в отставку с поста Генерального прокурора, а на его место был назначен Шерхон Салимзода, бывший глава Агентства по борьбе с коррупцией. После ухода на пенсию, по некоторым данным, Бобохонов находился под подпиской о невыезде, при этом Агентство по борьбе с коррупцией заявляло, что никаких дел в отношении бывшего Генерального прокурора заведено не было. В апреле 2011 года сын Бобохонова — Файзулло Бобохонов, бывший прокурор 
Гиссарского района был приговорён к 7-летнему тюремному заключению по обвинениям в вымогательстве, злоупотреблении служебным положением, превышении должностных полномочий и мошенничеству.

## Прочие факты
Бободжон Бобохонов — автор книги «Прокуратура в период государственной независимости».

## Награды
- Орден «Шараф»
- Орден Исмоили Сомони I степени
- Орден Петра Великого I степени
- Памятная медаль «20 лет Победы в Великой Отечественной войне 1941-1945 годов»
- Заслуженный юрист Таджикистана
- Заслуженный работник Таджикистана
- Почетный сотрудник прокуратуры Таджикистана
- Почетный сотрудник прокуратуры Белоруссии[3]